# اسپنسر (اوهایو)
اسپنسر (به انگلیسی: Spencer) یک روستا در ایالات متحده آمریکا است که در شهرستان مدینا، اوهایو واقع شده‌است. اسپنسر ۲٫۵۹ کیلومتر مربع مساحت و ۷۵۳ نفر جمعیت دارد و ۲۷۸ متر بالاتر از سطح دریا واقع شده‌است.